# Cordillère Blanche
La cordillère Blanche (en espagnol : Cordillera Blanca) est un massif montagneux qui se situe dans la région d'Ancash, au Pérou. Elle fait partie de la cordillère des Andes. La cordillère Blanche s'étend sur 180 kilomètres de longueur du nord au sud et sur environ 25 kilomètres de large. Chaîne de montagne tropicale la plus importante au monde, elle comprend 17 sommets d'une altitude supérieure à 6 000 mètres, plus de 500 lacs et 722 glaciers individuels. Le Huascarán (6 768 m), point culminant du pays et de la zone intertropicale, est situé dans la cordillère Blanche.
Elle est située dans le Nord-Ouest du Pérou et est parallèle à la vallée du río Santa (également appelé Callejón de Huaylas). Le parc national de Huascarán, créé en 1975 pour protéger l'écosystème de ce massif montagneux, est reconnu par l'UNESCO en tant que réserve de biosphère en 1977 et inscrit au Patrimoine mondial en 1985.
La fonte de la neige dans les montagnes fournit de l'eau tout au long de l'année à une grande partie du Nord du Pérou, tandis que 5 % de l'électricité du pays provient d'une centrale hydroélectrique située dans la vallée du río Santa qui est alimentée par les glaciers de la cordillère. La superficie de glace permanente a été réduite d'environ un tiers entre 1970 et 2006.
Dans ce massif se trouvent 260 lacs, situés à plus de 4 000 mètres d'altitude. Ils ont la particularité d'être colorés selon leur fond. Son qualificatif de « blanche » vient de la neige et de la couleur de la roche qui la compose, comportant du quartz et du feldspath.
Elle est traversée par le tunnel Punta Olímpica.

## Géographie
La cordillère Blanche est la chaîne de montagnes tropicale enneigée la plus étendue au monde et a la plus forte concentration de glace au Pérou. Elle fait partie de la cordillère Occidentale et a une direction nord-nord-ouest/sud-sud-ouest sur 180 km entre 8°08' et 9°58'S de latitude et entre 77°00' et 77°52'O de longitude. Elle compte 17 sommets de plus de 6 000 m d'altitude, dont le point culminant du Pérou, le Huascarán, qui culmine à 6 768 mètres d'altitude. La cordillère Blanche fait également office de ligne de partage des eaux : le bassin fluvial río Santa s'écoule vers l'ouest, en direction de l'océan Pacifique, tandis que le bassin du río Marañón s'écoule vers l'océan Atlantique.

### Glaciers
En 1989, un total de 722 glaciers ont été répertoriés dans la cordillère Blanche, couvrant une superficie de 723,4 km2,. La plupart de ces glaciers sont situés dans la partie occidentale de la chaîne de montagnes, où 530 glaciers couvrent à l'époque une superficie de 507,5 km2, tandis que le versant oriental compte 192 glaciers couvrant une superficie de 215,9 km2. 91 % de ces glaciers sont classés comme glaciers de montagne (généralement courts et avec des pentes extrêmement raides) ; les autres sont classés comme glaciers de vallée et calotte glaciaire.
Comme toutes les zones des glaciers andins, la cordillère Blanche a été témoin d'une importante diminution de sa couverture glaciaire au cours du XXe siècle en raison du réchauffement climatique. Des études ont montré une baisse de plus de 15 % depuis les années 1970
En 1997, un deuxième inventaire à partir d'images satellitaires Landsat calcule que la couverture glaciaire couvre une superficie de 611,49 km2, avant de tomber à 527,61 km2 en 2014. La dernière étude date de 2016 et constate que la couverture glaciaire est tombée à 448,81 km2.

### Lacs et lagunes

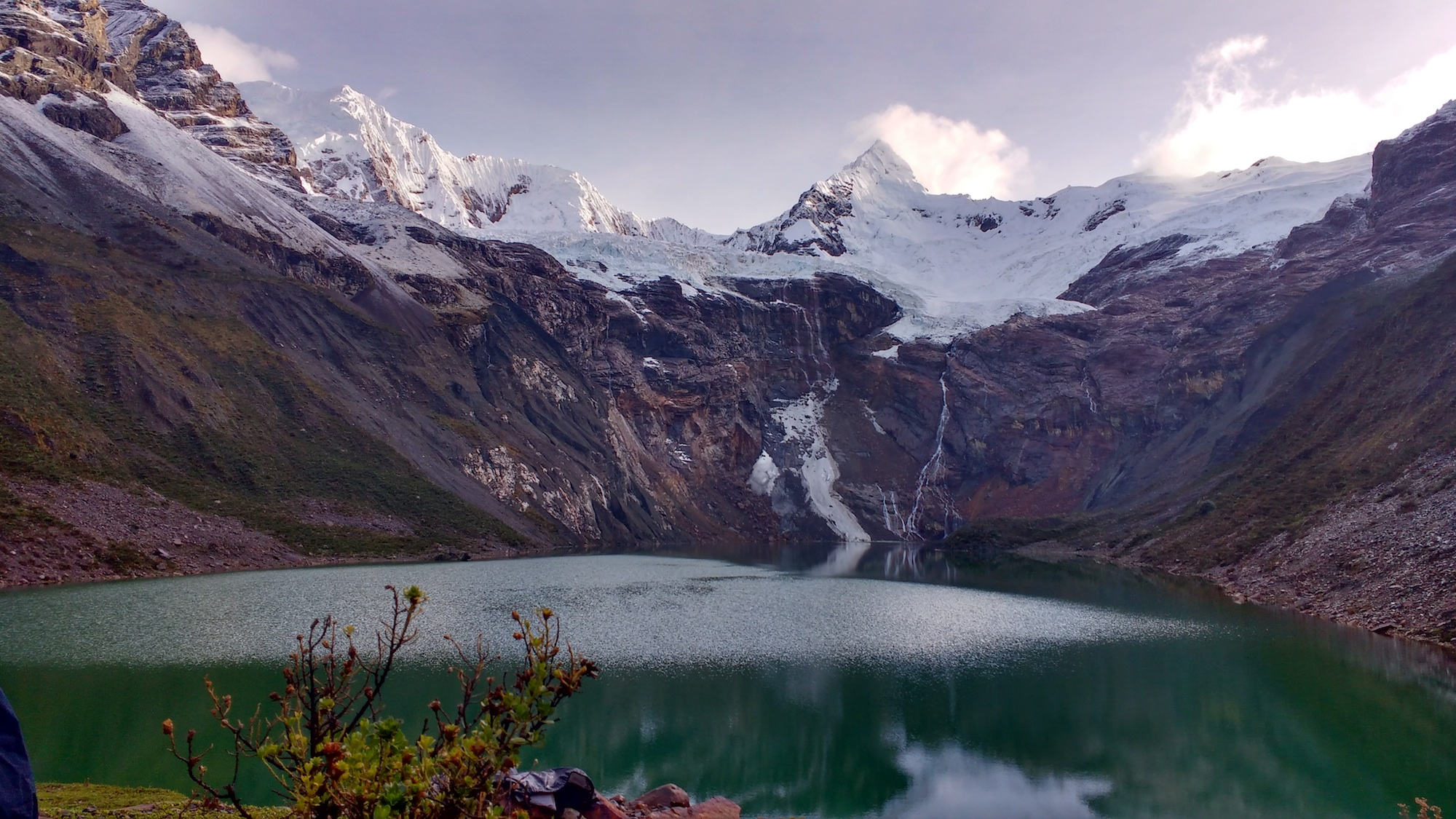
Le Nevado Pucaranra à droite, le Tullparaju au centre et à sa base la laguna Tullparaju dans la Quebrada Quilcayhuanca.

Parmi les lacs les plus importants de cette chaîne de montagnes figurent les lagunas de Llanganuco situées au nord du Huascarán, et accessibles depuis Yungay, le lac Parón (le plus grand plan d'eau de la cordillère Blanche), situé au nord du Huandoy et accessible depuis Caraz, dont les eaux ont une couleur turquoise profonde, ainsi que les lagunas Ichiccocha et Jatuncocha, situées dans le voisinage immédiat de l'Artesonraju et de l'Alpamayo et qui sont accessibles uniquement par les chemins de randonnée ou à cheval depuis Caraz.
Les principaux lacs sont :
- Laguna 513
- Laguna 69
- Laguna Allicocha
- Laguna Ahuac
- Laguna Arhuaycocha
- Lagunas Artizon
- Laguna Auquiscocha
- Laguna Cancaracá
- Laguna Conococha
- Laguna Cullicocha
- Laguna Huallcacocha
- Laguna Jancarurish
- Laguna Jatuncocha
- Laguna Minoyo
- Laguna Mullaca
- Laguna Palcacocha
- Laguna Parón
- Laguna Purhuay
- Laguna Querococha
- Laguna Radián
- Lagunas Safuna

### Principaux sommets
Parmi les sommets de la cordillère Blanche certains sont particulièrement connus pour leur esthétique notamment l'Alpamayo et son sommet pyramidal glacé parfois qualifiée de « plus belle montagne du monde » ou l'Artesonraju, l'une des montagnes citées comme pouvant avoir inspiré l'animation au début des films de la Paramount Picture (même s'il n'y a jamais eu de position officielle à ce sujet).

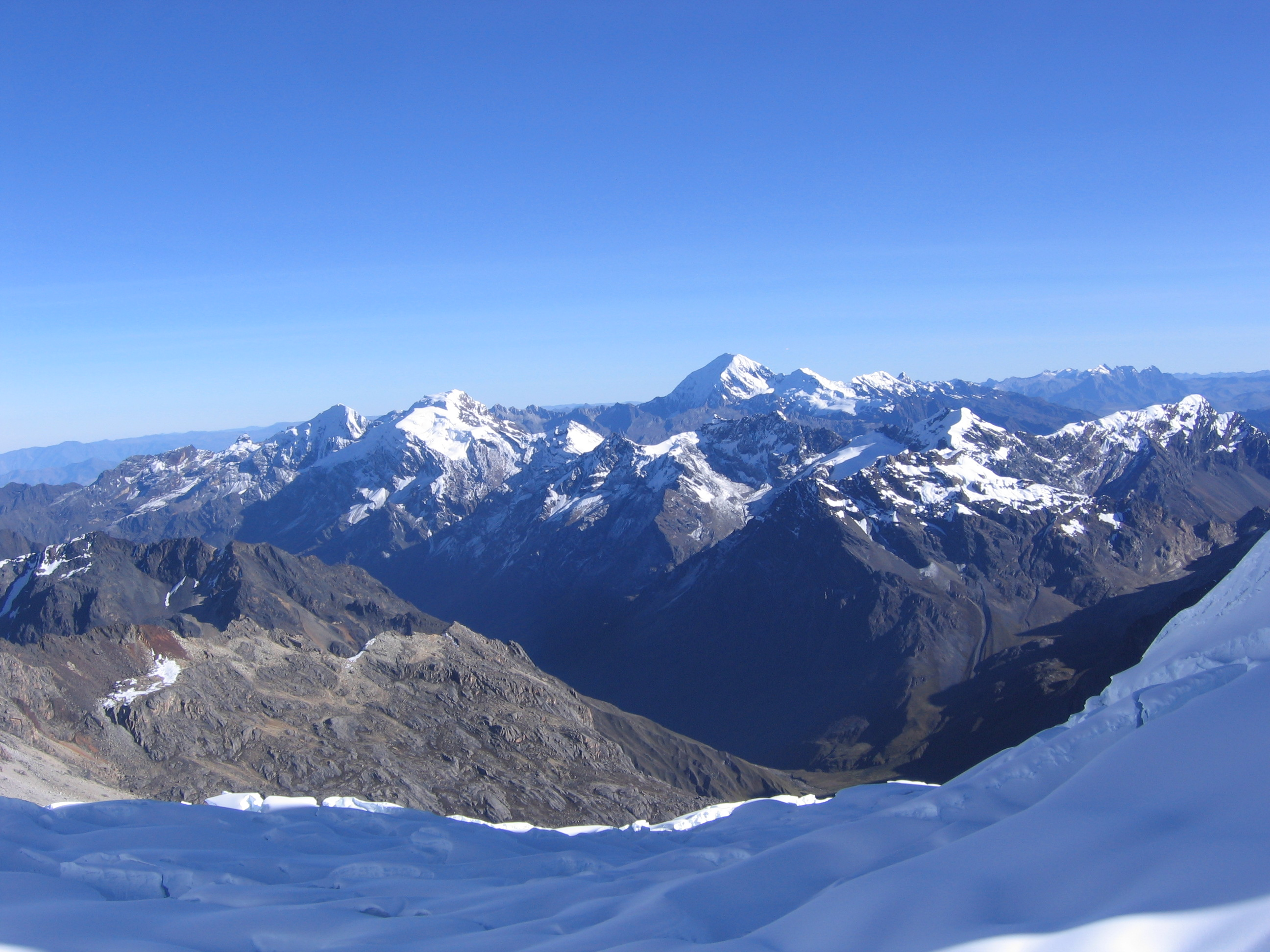
Paysage de la cordillère Blanche.
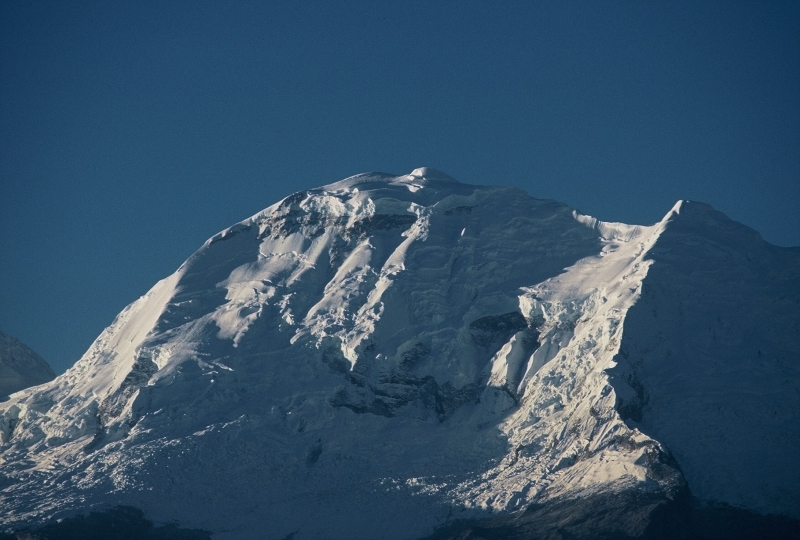
Huascaran.
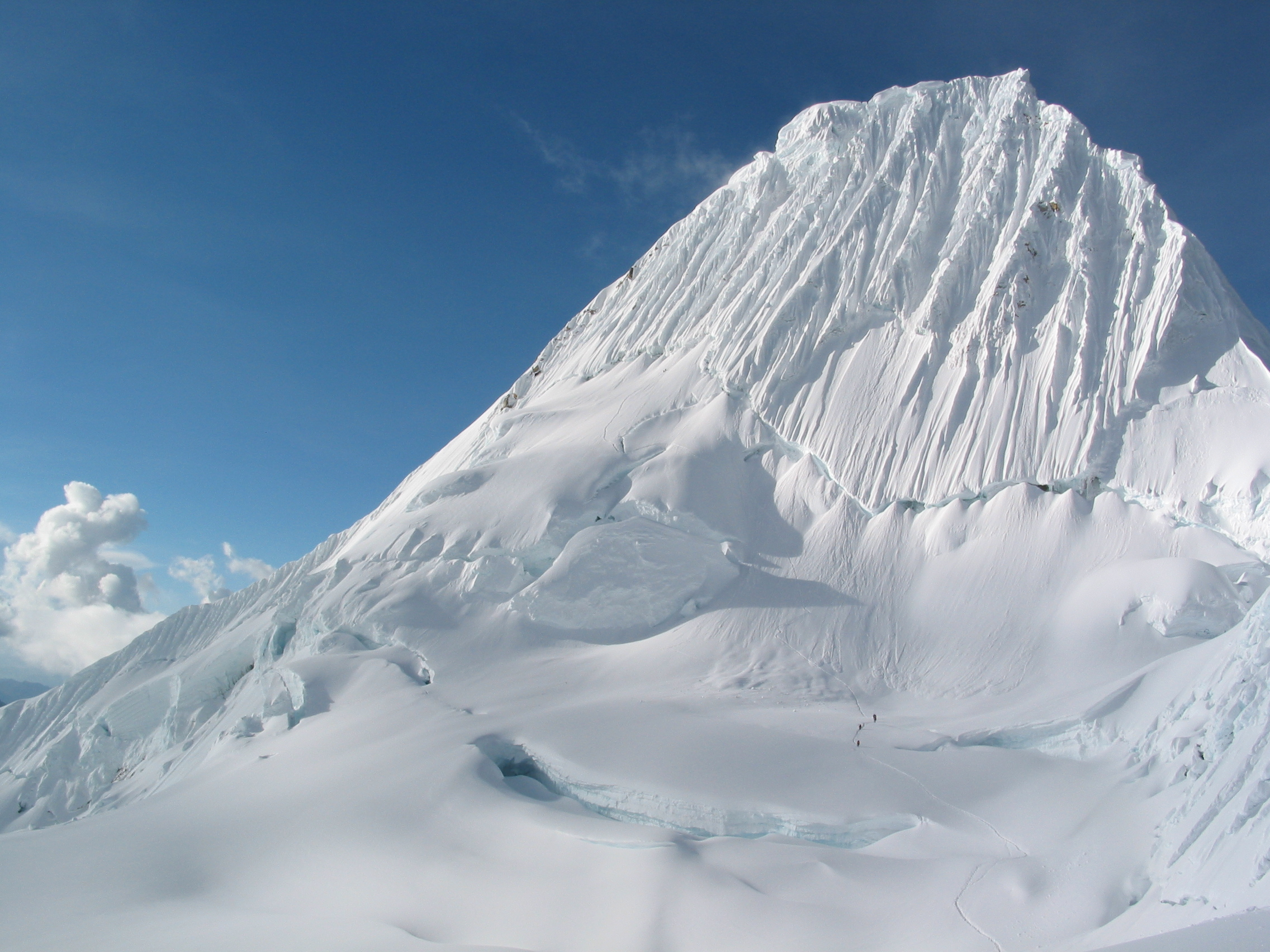
Alpamayo.
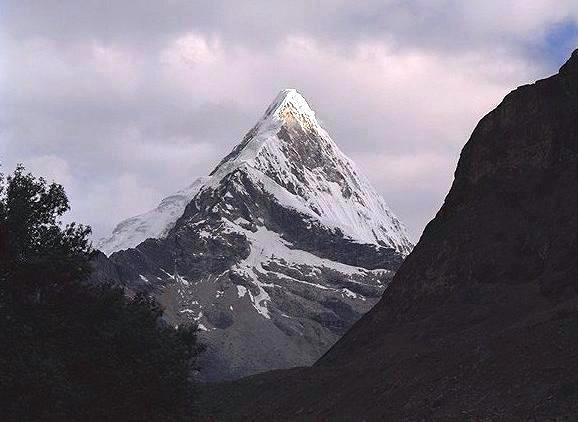
Artesonraju.

Ci-dessous, une liste des principaux sommets de la cordillère Blanche.
- Huascarán, 6 757 m
- Huantsán, 6 370 m
- Huandoy, 6 360 m
- Chopicalqui, 6 355 m
- Chinchey, 6 310 m
- Palcaraju, 6 275 m
- Santa Cruz, 6 260 m
- Copa, 6 190 m
- Ranrapalca, 6 160 m
- Pucaranra, 6 145 m
- Hualcán, 6 120 m
- Chacraraju, 6 110 m
- Pucajirca, 6 045 m
- Quitaraju, 6 040 m
- Tocllaraju, 6 035 m
- Artesonraju, 6 025 m
- Caraz, 6 025 m
- Contrahierbas, 5 955 m
- Alpamayo, 5 945 m
- Ocshapalca, 5 890 m
- Pirámide, 5 885 m
- Ulta, 5 875 m
- San Juan, 5 845 m
- Taulliraju, 5 830 m
- Santa Cruz Norte, 5 830 m
- Rinrijirca, 5 810 m
- Santa Cruz Chico, 5 800 m
- Tullparaju, 5 785 m
- Pisco, 5 750 m
- Paccharaju, 5 745 m
- Champará, 5 735 m
- Uruashraju, 5 720 m
- Cayesh, 5 720 m
- Cashán, 5 715 m
- Shacsha, 5 705 m
- Rúrec, 5 700 m
- Mururaju, 5 690 m
- Vallunaraju, 5 685 m
- Caullaraju, 5 680 m
- Queshque, 5 630 m
- Jatuncunca, 5 600 m
- Parón, 5 600 m
- Perlilla, 5 585 m
- Copap, 5 570 m
- Jacabamba, 5 565 m
- Andavite, 5 520 m
- Millishraju, 5 510 m
- Tantash, 5 505 m
- Carhuascancha, 5 500 m
- Churup, 5 495 m
- Challhua, 5 485 m
- Tuco, 5 480 m
- Pucagaga Punta, 5 460 m
- Yanapaccha, 5 460 m
- Kima Rumi, 5 460 m
- Huamashraju, 5 435 m
- Urus, 5 425 m
- Huapi, 5 420 m
- Milluacocha, 5 405 m
- Rocotopunta, 5 400 m
- Raju Cutac, 5 355 m
- Pucaraju, 5 345 m
- Tarushcancha, 5 345 m
- Tuctopunta, 5 345 m
- Pomabamba, 5 335 m
- Maparaju, 5 325 m
- San Julián, 5 325 m
- Vicos, 5 315 m
- Carhuallún, 5 290 m
- Chequiaraju, 5 285 m
- Pilanco, 5 285 m
- Rima Rima, 5 250 m
- Tuctubamba, 5 240 m
- Santón, 5 240 m
- Yanamarey, 5 235 m
- Tarush Huachanan, 5 205 m
- Camchas, 5 180 m
- Pacra, 5 120 m
- Sentilo, 5 100 m
- Ichic Jeulla, 5 090 m
- Yanarrajo, 5 055 m
- Pucaraju, 5 025 m
- Pumahuaín, 5 010 m
- Arteza, 5 000 m
- Tuctu, 5 000 m
- Kunkush, 5 000 m
- Cahuish, 4 900 m
- Gaico, 4 900 m
- Collpa Janca, 4 800 m

### Climat
Musho
La saison sèche s'étend de mai à septembre. Les mois de juin et juillet sont les plus secs et c'est à cette période de l'année que le temps est le plus stable.
Les données sur le diagramme correspondent au village de Musho (altitude : 3 084 m) situé au pied du Huascarán.

### Écosystèmes

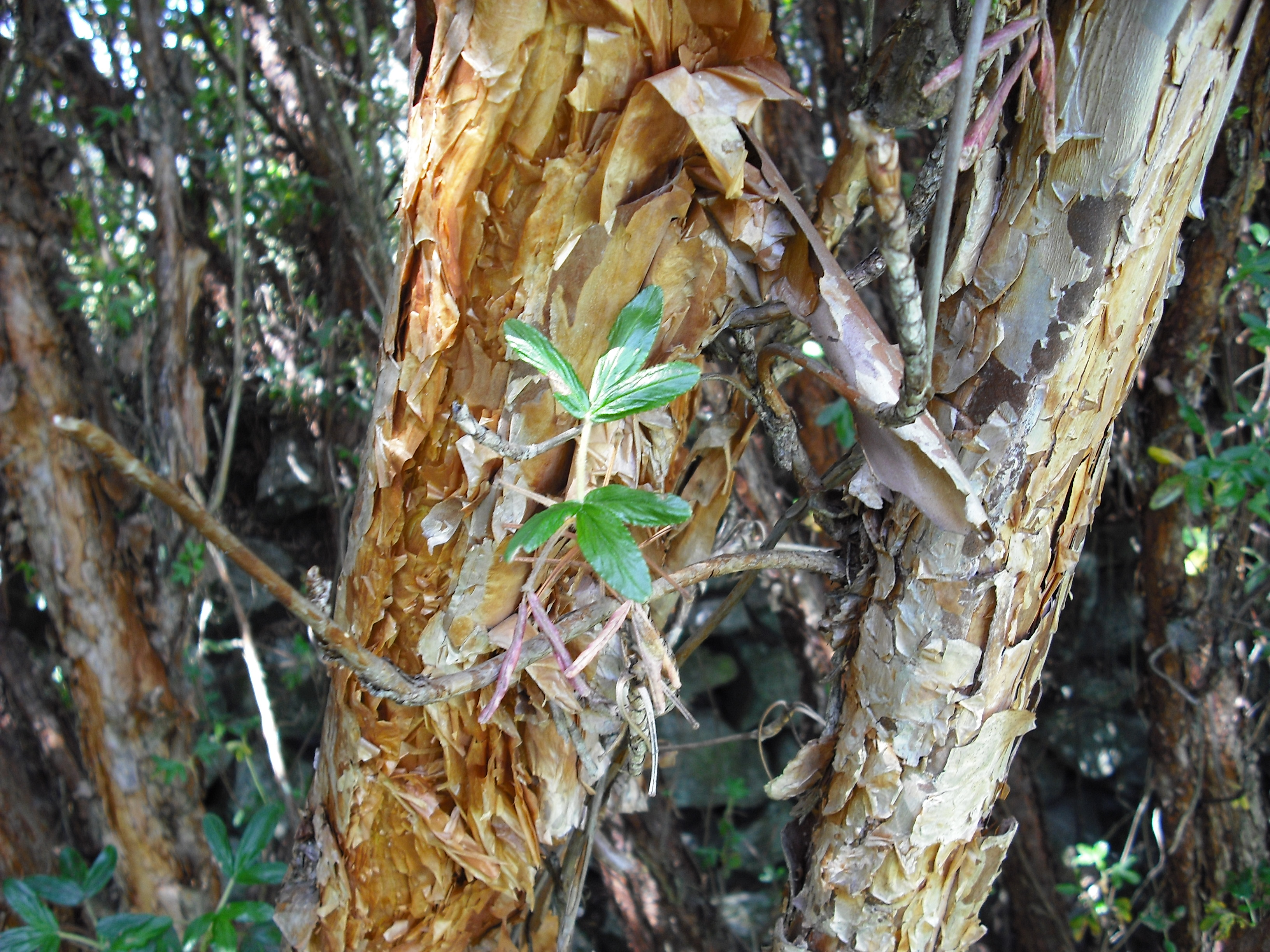
L'écorce du Queñua (Polylepis racemosa) protège le tronc des basses températures.

La faune et la flore de la cordillère se sont adaptées au climat et à l'altitude des zones montagneuses. Presque toute la cordillère Blanche est protégée par parc national de Huascarán.

#### Flore
Les principales espèces végétales présentes dans la zone de la cordillère sont caractéristiques de la végétation des vallées interandines (des 
plantes xérophytes à basse altitude, de petits arbustes et des prairies au fur et à mesure que l'altitude augmente) et de la végétation de haute altitude (prairies de puna et des parcelles de haute forêt andine).
Les plantes se sont adaptées au rayonnement solaire intense, aux basses températures et à la disponibilité de l'eau. La plupart des espèces végétales ont des feuilles pubescentes, une adaptation qui protège les plantes de la perte d'eau due au rayonnement solaire intense et aux basses températures nocturnes du climat montagnard.
Parmi les plantes présentes dans la cordillère Blanche, on trouve Polylepis racemosa, Escallonia resinosa, Alnus acuminata, Senna birostris, Vallea stipularis, Lupinus sp., Vaccinium floribundum, Puya raimondii, Calamagrostis vicunarum, Festuca dolichophylla, Jarava ichu, Azorella sp. et Ranunculus macropetalus.

#### Faune
Plus de 120 espèces d'oiseaux ont été recensées à l'intérieur du parc national de Huascarán. Les plus notables sont le condor des Andes, la merganette des torrents, le tinamou quioula, le canard pilet du Chili (en), le canard huppé des Andes (en), la grèbe de Rolland, la foulque géante et la mouette des Andes.
Parmi les mammifères répertoriés dans la zone, on trouve le colocolo, le chat des Andes, l'ours à lunettes, le taruca, la vigogne, le cerf de Virginie, le puma, la viscache de Nord, la belette à longue queue, la mouffette et le renard des Andes.

## Histoire

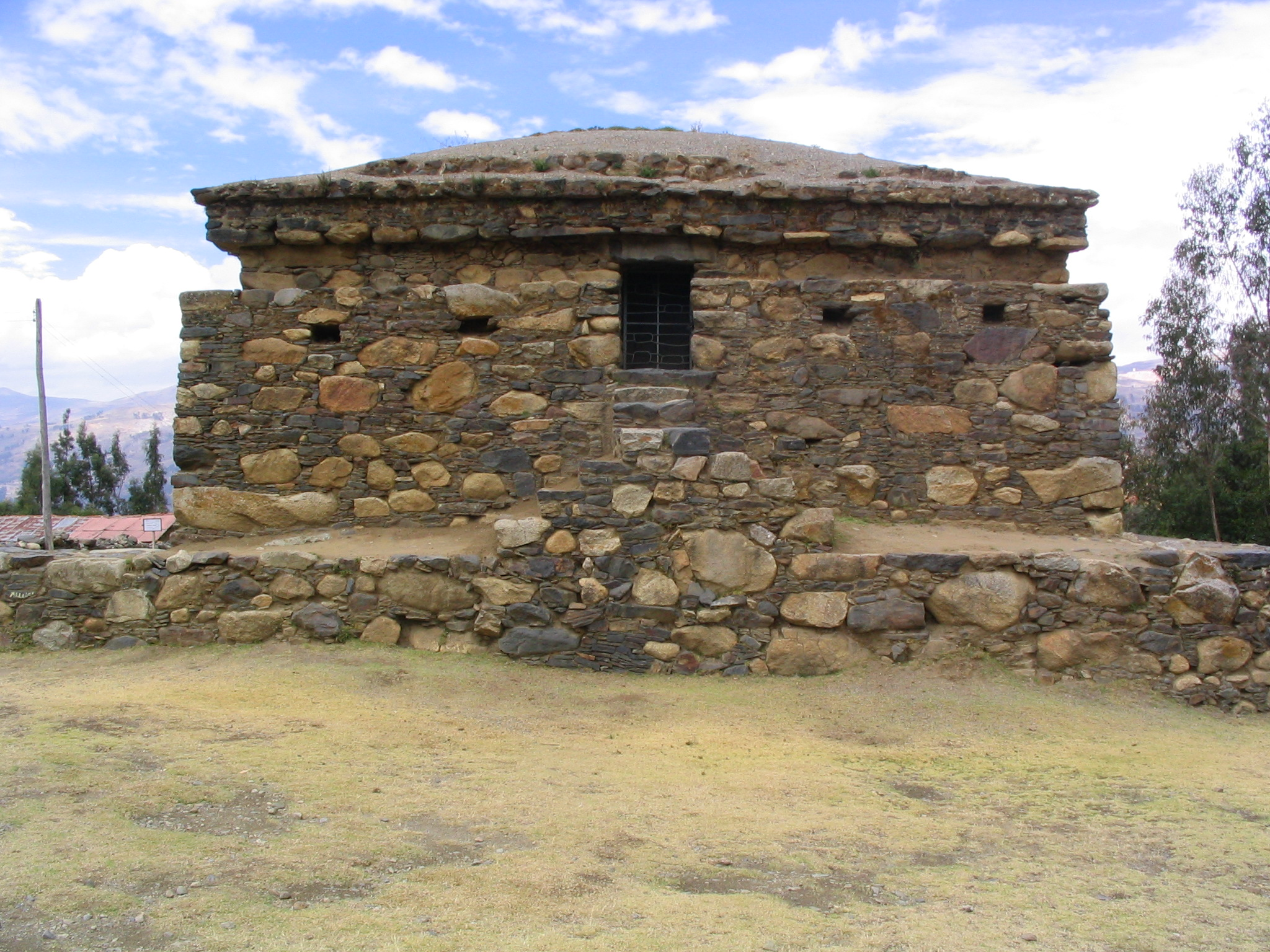
Temple de Huilcahuaín (Culture Wari), au pied de la cordillère Blanche dans les environs de Huaraz.

Dans la région de la cordillère Blanche et des vallées environnantes se sont développées les cultures Chavín, Recuay et Huaylas avant les expansions Wari (IXe siècle) et Inca (XIIIe siècle).
L'invasion espagnole commence dans la région en 1532 et introduit des changements politiques et sociaux ; le système de l'encomienda est mis en place. Le chroniqueur de Francisco Pizarro, Miguel de Estete (es), est le premier à mentionner la cordillère Blanche lors du premier déplacement d'Hernando Pizarro entre Cajamarca et Pachacamac. En 1534, dans sa Verdadera relación de la conquista del Perú y provincia del Cuzco, Francisco de Jerez (en) décrit la cordillère comme « une haute et froide montagne couverte de neige ».
En 1543, le gouverneur du Pérou Vaca de Castro ordonne une inspection de la chaîne de montagnes d'Ancash par le visiteur Cristóbal Ponce de León pour déterminer le nombre de villes et villages dans la région de Curacazgo de Conchucos à des fins fiscales.
Le 6 janvier 1725, une avalanche se produit sur le glacier du Huandoy à la suite d'un séisme, elle est suivie par un aluvión (lave torrentielle) qui détruit le village d'Ancash et fait 1 500 morts.
À partir de la Seconde Guerre mondiale, les montagnes enneigées de la cordillère ont commencé à recevoir un flux d'alpinistes étrangers. Ainsi, le Yerupajá est conquis en 1950, le Huantsán en 1952 et l'Alpamayo en 1957.
Le 13 décembre 1941, une avalanche et un glissement de terrain ont lieu sur le Palcaraju en direction de la laguna Palcacocha. La vague créée par l'avalanche brise le barrage morainique de la lagune, créant le déversement de 8 à 12 millions de mètres cubes d'eau, de boue et de pierres qui se sont déplacés le long de la Quebrada Cojup (gorges de Cojup) jusqu'à la ville de Huaraz. Selon les données définitives de la Croix-Rouge péruvienne, on estime qu'à Huaraz le bilan s'élève à 1 800 morts, 500 blessés et près de 1 500 familles affectées.
À la suite du séisme de 1970 à Ancash, la ville de Yungay est recouverte par une avalanche en provenance du Nevado Huascarán, tuant instantanément 15 000 habitants.
Le Pérou étant le troisième pays au monde le plus touché par le réchauffement climatique, les glaciers situés dans la cordillère Blanche ont connu un important déclin au cours des dernières décennies. En 1970, les glaciers représentaient une superficie de 723,37 km2, mais en 1997, leur masse avait été réduite de 15,46 %, selon l'Instituto Nacional de Recursos Naturales del Perú.
En 2008, les autorités péruviennes signalent la disparition du glacier Broggi situé à l'est de la ville de Yungay, dans la Quebrada de Llanganuco. Ce glacier avait une taille supérieure à celle du Pastoruri (es), le glacier le plus emblématique de la cordillère Blanche pour sa beauté et son attrait touristique. Le nevado Pastoruri (es) a également vu ses dimensions diminuer, il n'est donc plus considéré comme un « nevado » mais comme une zone couverte de glace,,,.

## Refuges

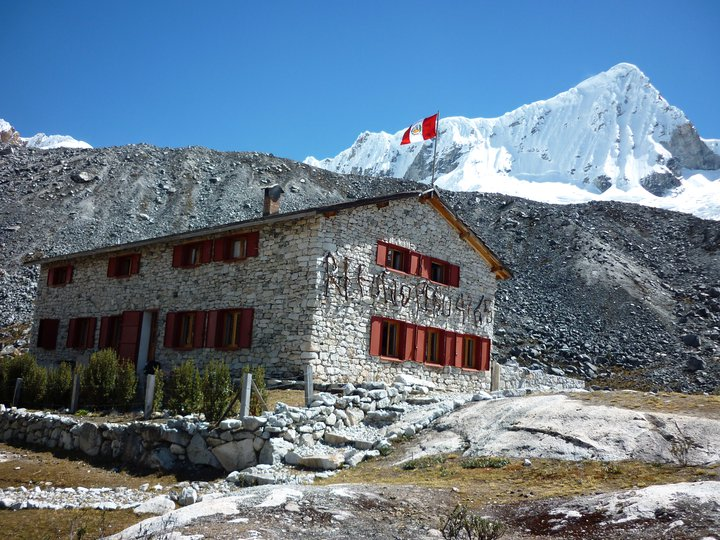
Le refuge Perú à 4765 m d'altitude, situé sur le champ morainique du nevado Pisco.

Souhaitant reproduire ce qu'il avait observé dans les Alpes, le prêtre salésien Ugo de Censi organisa la construction de refuges de haute montagne pour les touristes et les alpinistes, afin de collecter des fonds pour les plus pauvres de la région, améliorer les routes, reconstruire les huttes, acheter des outils, etc.
Il existe aujourd'hui cinq refuges de haute montagne dans la cordillère Blanche : le refuge Perú (Refugio Perú, 4 765 m), le refuge Ishinca (Refugio Ishinca, 4 350 m), le refuge Don Bosco (4 670 m), le refuge Vivaque Longoni (Refugio Vivaque Longoni, 5 000 m) et le refuge Contrahierba qui permettent d'accéder au Huandoy (6 395 m), au Pisco (5 752 m), à l'Urus (5 495 m), à l'Ishinca (5 530 m), au Tocllaraju (6 030 m), au Palcaraju (6 270 m), au Ranrapalca (6 160 m), à l'Ocshapalca (5 888 m), au Contrahierbas et au Huascarán.